# Olympische Sommerspiele 1952/Teilnehmer (Mexiko)
| Gelbes Symbol für Goldmedaillen mit stilisierten Olympischen Ringen | Graues Symbol für Silbermedaillen mit stilisierten Olympischen Ringen | Braundes Symbol für Bronzemedaillen mit stilisierten Olympischen Ringen |
| ------------------------------------------------------------------- | --------------------------------------------------------------------- | ----------------------------------------------------------------------- |
| —                                                                   | 1                                                                     | —                                                                       |

Mexiko nahm an den Olympischen Sommerspielen 1952 in der finnischen Hauptstadt Helsinki mit 64 Sportlern, 3 Frauen und 61 Männern, an 35 Wettkämpfen in 13 Sportarten teil.
Seit 1900 war die siebte Teilnahme eines mexikanischen Teams an Olympischen Sommerspielen.

## Flaggenträger
Der Wasserspringer Joaquín Capilla trug die Flagge Mexikos während der Eröffnungsfeier im Olympiastadion.

## Medaillengewinner
Mit einer gewonnenen Silbermedaille belegte das mexikanische Team Platz 34 im Medaillenspiegel.

### Silber
| Name            | Sportart       | Wettbewerb   |
| --------------- | -------------- | ------------ |
| Joaquín Capilla | Wasserspringen | Turmspringen |

## Teilnehmer nach Sportarten

### Basketball
- Team: Rubén Almanza, José Bru, José Cabrera, Jorge Cardiel, Héctor Guerrero, Emilio López, Filiberto Manzo, José Meneses, Sergio Olguín,
Fernando Rojas, José Rojas, Rolando Rubalcava & José Pioquinto Soto
Hauptrunde, Gruppe 2: mit einem Sieg und zwei Niederlagen (Rang 3) nicht für die Viertelfinalspiele qualifiziert
1. Spiel: 66:48-Sieg gegen  Finnland
2. Spiel: 44:52-Niederlage gegen  Bulgarien
3. Spiel: 62:71-Niederlage gegen die  Sowjetunion

### Boxen
Fliegengewicht (bis 51 kg)
- Jesús Tello
Runde 1: gegen Leslie Handunge aus Ceylon durch Punktrichterentscheidung (1:2) verloren

Bantamgewicht (bis 54 kg)
- Raúl Macías
Runde 1: Sieg gegen Angel Amaya aus Venezuela durch Punktrichterentscheidung (3:0)
Runde 2: Niederlage gegen Gennady Garbuzov aus der Sowjetunion durch Punktrichterentscheidung (0:3)

Weltergewicht (bis 67 kg)
- José Dávalos
Runde 1: gegen Vicente Tuñacao von den Philippinen durch technischen K. o. durchgesetzt
Runde 2: gegen Zygmunt Chychła aus Polen durch Punktrichterentscheidung (0:3) verloren

### Fechten
Florett Einzel
- Benito Ramos
Vorrunde: in Gruppe 1 (Rang 3) vier Duelle gewonnen, eins verloren und 19 Treffer erhalten; für die Viertelfinalduelle qualifiziert
Viertelfinale: in Gruppe 4 (Rang 7) ein Duell gewonnen, fünf verloren und 29 Treffer erhalten; nicht für das Halbfinale qualifiziert

Degen Einzel
- Antonio Haro
Vorrunde: in Gruppe 1 (Rang 2) fünf Duelle gewonnen, eins verloren und neun Treffer erhalten; für die Viertelfinalduelle qualifiziert
Viertelfinale: in Gruppe 1 vier Duelle gewonnen, vier verloren und 18 Treffer erhalten; nicht für das Halbfinale qualifiziert
- Emilio Meraz
Vorrunde: in Gruppe 2 (Rang 4) vier Duelle gewonnen, drei verloren und 13 Treffer erhalten; für die Viertelfinalduelle qualifiziert
Viertelfinale: in Gruppe 2 (Rang 5) drei Duelle gewonnen, vier verloren und 15 Treffer erhalten; nicht für das Halbfinale qualifiziert
- Benito Ramos
Vorrunde: in Gruppe 7 (Rang 3) vier Duelle gewonnen, drei verloren und 17 Treffer erhalten; nicht für die Viertelfinalduelle qualifiziert

Säbel Einzel
- Rafael Cámara
Vorrunde: in Gruppe 4 (Rang 7) zwei Duelle gewonnen, fünf verloren und 32 Treffer erhalten; nicht für die Viertelfinalduelle qualifiziert
- Antonio Haro
Vorrunde: in Gruppe 3 (Rang 3) vier Duelle gewonnen, zwei verloren und 25 Treffer erhalten; für die Viertelfinalduelle qualifiziert
Viertelfinale: in Gruppe 1 (Rang 6) drei Duelle gewonnen, vier verloren und 29 Treffer gesetzt; nicht für das Halbfinale qualifiziert
- Benito Ramos
Vorrunde: in Gruppe 5 (Rang 5) zwei Duelle gewonnen, vier verloren und 23 Treffer gesetzt; nicht für die Viertelfinalduelle qualifiziert

### Gewichtheben
Mittelgewicht (bis 75 kg)
- David Pimentel
Finale: 197 kg, Rang 21
Militärpresse: 102,5 kg, Rang 9
Reißen: 95 kg, Rang 21
Stoßen: ohne gültigen Versuch

Halbschwergewicht (bis 82,5 kg)
- Armando Rueda
Finale: 360,0 kg, Rang 12
Militärpresse: 115 kg, Rang 9
Reißen: 107,5 kg, Rang 14
Stoßen: 137,5 kg, Rang 16

### Leichtathletik

#### Männer
100 m
- Javier Souza
Vorläufe: in Lauf 3 (Rang 5) mit 11,1 s (handgestoppt) bzw. 11,31 s (elektronisch) nicht für die Viertelfinalläufe qualifiziert

400 m
- Javier Souza
Vorläufe: in Lauf 6 (Rang 5) mit 50,3 s (handgestoppt) bzw. 50,47 s (elektronisch) nicht für die Viertelfinalläufe qualifiziert

#### Frauen
Speerwurf
- Amalia Yubi
Qualifikation: mit 35,59 m (Rang 19) nicht für das Finale qualifiziert
1. Wurf: 33,05 m
2. Wurf: 33,51 m
3. Wurf: 35,59 m

### Moderner Fünfkampf
Einzel
- Antonio Almada
Finale: 193 Punkte, Rang 44
Schwimmen: 5:06,7 min, Rang 30
Degenfechten: 16 Siege und zehn Unentschieden, Rang 43
Springreiten: 83 Punkte, 10:58,3 min, Rang 29
Querfeldeinlauf: 17:15,7 min, Rang 42
Pistolenschießen: 15 Treffer, 142 Punkte, Rang 49
- José Pérez Mier
Finale: 163 Punkte, Rang 38
Schwimmen: 4:39,9 min, Rang 19
Degenfechten: 19 Siege und acht Unentschieden, Rang 34
Springreiten: 77 Punkte, 11:18,0 min, Rang 34
Querfeldeinlauf: 17:00,7 min, Rang 39
Pistolenschießen: 19 Treffer, 167 Punkte, Rang 37
- David Romero
Finale: 202 Punkte, Rang 47
Schwimmen: 5:00,4 min, Rang 26
Degenfechten: 14 Siege und vier Unentschieden, Rang 49
Springreiten: 54 Punkte, 11:57,2 min, Rang 38
Querfeldeinlauf: 17:22,6 min, Rang 44
Pistolenschießen: 18 Treffer, 158 Punkte, Rang 45

Mannschaft
- Antonio Almada, José Pérez Mier & David Romero
Finale: 524 Punkte, Rang 14
Schwimmen: 69 Punkte, Rang 7
Degenfechten: 98 Punkte, Rang 13
Springreiten: 117 Punkte, Rang 14
Querfeldeinlauf: 119 Punkte, Rang 15
Pistolenschießen: 121 Punkte, Rang 15

### Radsport
Straßenrennen (190,4 km)
Einzelwertung
- Julio Cepeda
Rennen nicht beendet
- Ricardo García
Rennen nicht beendet
- Francisco Lozano
Rennen nicht beendet
- Ángel Romero
5:24:33,9 h (+18:30,5 min), Rang 45

Mannschaftswertung
- Julio Cepeda, Ricardo García, Francisco Lozano und Ángel Romero
Rennen nicht beendet

### Reiten
Springreiten Einzel
- Humberto Mariles
Finale: 8,75 Strafpunkte, Rang 6
Runde 1: 4,00 Strafpunkte, Rang 2
Runde 2: 4,75 Strafpunkte, Rang 1
- Víctor Saucedo
Finale: 24,00 Strafpunkte, Rang 25
Runde 1: 12,00 Strafpunkte, Rang 21
Runde 2: 12,00 Strafpunkte, Rang 25
- Roberto Viñals
Finale: 32,00 Strafpunkte, Rang 35
Runde 1: 20,00 Strafpunkte, Rang 38
Runde 2: 12,00 Strafpunkte, Rang 25

Springreiten Mannschaft
- Humberto Mariles auf Petrolero: 1. Durchgang 4 Strafpunkte, 2. Durchgang 4,75 Strafpunkte
- Víctor Saucedo auf Resorte II: 1. Durchgang 12 Strafpunkte, 2. Durchgang 12 Strafpunkte
- Roberto Viñals auf Alteno: 1. Durchgang 20 Strafpunkte, 2. Durchgang 12 Strafpunkte
Finale: 64,75 Strafpunkte, Rang 9
1. Durchgang: 36,00 Strafpunkte, Rang 8
2. Durchgang: 28,75 Strafpunkte, Rang 7

Vielseitigkeit Einzel
- Mario Becerril
Finale: 196,33 Strafpunkte, Rang 21
Dressur: 156,33 Strafpunkte, Rang 39
Geländeritt: 40,00 Strafpunkte, Rang 21
Springen: kein Strafpunkt, Rang 1

### Ringen
Freistil
Fliegengewicht (bis 52 kg)
- Rodolfo Dávila
1. Runde: gegen Louis Baise aus Südafrika durch Punktrichterentscheidung verloren (0:3)
2. Runde: kampflos gewonnen
3. Runde: durch Schultersieg gegen Yūshū Kitano aus Japan verloren

Bantamgeicht (bis 57 kg)
- Leonardo Basurto
1. Runde: durch Schultersieg gegen Ferdinand Schmitz aus Deutschland verloren
2. Runde: durch Schultersieg gegen Khashaba Jadhav aus Indien verloren

Leichtgewicht (bis 67 kg)
- Mario Tovar
1. Runde: gegen Jan Cools aus Belgien durch Punktrichterentscheidung verloren (0:3)
2. Runde: gegen Erik Østrand aus Dänemark durch Punktrichterentscheidung verloren (0:3)

Weltergewicht (bis 73 kg)
- Antonio Rosado
1. Runde: durch Schultersieg gegen William Smith aus den USA verloren
2. Runde: durch Schultersieg gegen Alberto Longarella aus Argentinien verloren

Mittelgewicht (bis 79 kg)
- Eduardo Assam
1. Runde: gegen Gustav Gocke aus Deutschland durch Punktrichterentscheidung (0:3) verloren
2. Runde: durch Schultersieg gegen Haydar Zafer aus der Türkei verloren

### Schießen
Freie Scheibenpistole
- Raúl Ibarra
Finale: 530 Ringe, Rang 13
1. Runde: 83 Ringe, Rang 37
2. Runde: 88 Ringe, Rang 19
3. Runde: 89 Ringe, Rang 16
4. Runde: 87 Ringe, Rang 01
5. Runde: 91 Ringe, Rang 06
6. Runde: 92 Ringe, Rang 07
- José Reyes Rodríguez
Finale: 523 Punkte, Rang 18
1. Runde: 86 Punkte, Rang 26
2. Runde: 82 Punkte, Rang 41
3. Runde: 89 Punkte, Rang 16
4. Runde: 87 Punkte, Rang 17
5. Runde: 92 Punkte, Rang 03
6. Runde: 87 Punkte, Rang 27

Schnellfeuerpistole
- Ernesto Montemayor senior
Finale: 565 Ringe, 60 Treffer, Rang 15
1. Runde: 284 Ringe, 30 Treffer, Rang 09
2. Runde: 281 Ringe, 30 Treffer, Rang 21
- Carlos Rodríguez
Finale: 561 Ringe, 60 Treffer, Rang 18
1. Runde: 279 Ringe, 30 Treffer, Rang 21
2. Runde: 282 Ringe, 30 Treffer, Rang 18

### Schwimmen
100 m Freistil
- Alberto Isaac
Vorläufe: in Lauf 7 (Rang 3) mit 1:01,4 min nicht für die Halbfinalläufe qualifiziert
- Juan Lanz
Vorläufe: in Lauf 5 (Rang 3) mit 1:00,9 min nicht für die Halbfinalläufe qualifiziert
- Clemente Mejía
Vorläufe: in Lauf 2 (Rang 3) mit 1:10,7 min nicht für die Halbfinalläufe qualifiziert
- René Muñiz
Vorläufe: in Lauf 1 (Rang 4) mit 1:00,5 min nicht für die Halbfinalläufe qualifiziert

1500 m Freistil
- César Borja
Vorläufe: in Lauf 4 (Rang 3) mit 19:43,3 min nicht für das Finale qualifiziert
- Efrén Fierro
Vorläufe: in Lauf 2 (Rang 3) mit 19:55,8 min nicht für das Finale qualifiziert
- Tonatiuh Gutiérrez
Vorläufe: in Lauf 1 (Rang 3) mit 19:18,9 min nicht für das Finale qualifiziert

200 m Brust
- Walter Ocampo
Vorläufe: in Lauf 3 (Rang 4) mit 2:44,8 min nicht für die Halbfinalläufe qualifiziert

4 × 200 m Freistil-Staffel
- César Borja, Efrén Fierro, Tonatiuh Gutiérrez und Alberto Isaac
Vorläufe: in Lauf 3 (Rang 6) mit 9:15,7 min nicht für das Finale qualifiziert

### Wasserball
- Team: Manuel Castro, Arturo Coste, Modesto Martínez, Gustavo Olguín, José Olguín, Otilio Olguín & Juan Trejo
1. Qualifikationsrunde: 4:13-Niederlage gegen  Ungarn
2. Qualifikationsrunde: 0:4-Niederlage gegen die  Südafrikanische Union; nicht für die Vorrunde qualifiziert

### Wasserspringen

#### Männer
Kunstspringen 3 m
- Alberto Capilla
Qualifikation: 61,85 Punkte, Rang 20, nicht für das Finale qualifiziert
1. Sprung: 10,54 Punkte, Rang 18
2. Sprung: 06,80 Punkte, Rang 34
3. Sprung: 11,78 Punkte, Rang 12
4. Sprung: 06,84 Punkte, Rang 30
5. Sprung: 11,97 Punkte, Rang 18
6. Sprung: 13,92 Punkte, Rang 08
- Joaquín Capilla
Qualifikation: 79,42 Punkte, Rang 4, für das Finale qualifiziert
1. Sprung: 13,26 Punkte, Rang 01
2. Sprung: 10,24 Punkte, Rang 15
3. Sprung: 14,44 Punkte, Rang 03
4. Sprung: 09,24 Punkte, Rang 17
5. Sprung: 14,49 Punkte, Rang 06
6. Sprung: 17,75 Punkte, Rang 02
Finale: 98,91 Punkte, Rang 4
1. Sprung: 15,60 Punkte, Rang 4
2. Sprung: 14,11 Punkte, Rang 6
3. Sprung: 14,03 Punkte, Rang 8
4. Sprung: 21,32 Punkte, Rang 1
5. Sprung: 21,87 Punkte, Rang 2
6. Sprung: 11,18 Punkte, Rang 8
Gesamt: 178,33 Punkte, Rang 4
- Rodolfo Perea
Qualifikation: 62,36 Punkte, Rang 19, nicht für das Finale qualifiziert
1. Sprung: 09,00 Punkte, Rang 29
2. Sprung: 09,35 Punkte, Rang 22
3. Sprung: 11,59 Punkte, Rang 14
4. Sprung: 07,80 Punkte, Rang 26
5. Sprung: 13,34 Punkte, Rang 10
6. Sprung: 11,28 Punkte, Rang 20

Turmspringen
- Alberto Capilla
Qualifikation: 72,95 Punkte, Rang 5, für das Finale qualifiziert
1. Sprung: 09,75 Punkte, Rang 24
2. Sprung: 11,56 Punkte, Rang 13
3. Sprung: 12,24 Punkte, Rang 05
4. Sprung: 08,85 Punkte, Rang 24
5. Sprung: 15,64 Punkte, Rang 03
6. Sprung: 14,91 Punkte, Rang 05
Finalrunde: 63,49 Punkte, Rang 5
1. Sprung: 12,32 Punkte, Rang 6
2. Sprung: 16,32 Punkte, Rang 3
3. Sprung: 19,25 Punkte, Rang 1
4. Sprung: 15,60 Punkte, Rang 5
Gesamt: 136,44 Punkte, Rang 5
- Joaquín Capilla
Qualifikation: 78,46 Punkte, Rang 2, für das Finale qualifiziert
1. Sprung: 09,15 Punkte, Rang 29
2. Sprung: 13,26 Punkte, Rang 04
3. Sprung: 14,06 Punkte, Rang 02
4. Sprung: 09,38 Punkte, Rang 21
5. Sprung: 15,33 Punkte, Rang 04
6. Sprung: 17,28 Punkte, Rang 01
Finalrunde: 66,75 Punkte, Rang 2
1. Sprung: 16,79 Punkte, Rang 2
2. Sprung: 14,74 Punkte, Rang 7
3. Sprung: 18,72 Punkte, Rang 2
4. Sprung: 16,50 Punkte, Rang 3
Gesamt: 145,21 Punkte, Rang 2
- Rodolfo Perea
Qualifikation: 72,88 Punkte, Rang 6, für das Finale qualifiziert
1. Sprung: 09,75 Punkte, Rang 24
2. Sprung: 11,73 Punkte, Rang 12
3. Sprung: 12,54 Punkte, Rang 04
4. Sprung: 10,05 Punkte, Rang 20
5. Sprung: 13,86 Punkte, Rang 06
6. Sprung: 14,95 Punkte, Rang 03
Finalrunde: 55,40 Punkte, Rang 6
1. Sprung: 11,28 Punkte, Rang 7
2. Sprung: 14,52 Punkte, Rang 8
3. Sprung: 15,60 Punkte, Rang 4
4. Sprung: 14,00 Punkte, Rang 6
Gesamt: 128,28 Punkte, Rang 6

#### Frauen
Turmspringen
- Irma Lozano
Qualifikation: 33,33 Punkte, Rang 13, nicht für das Finale qualifiziert
1. Sprung: 10,26 Punkte, Rang 06
2. Sprung: 10,71 Punkte, Rang 07
3. Sprung: 07,56 Punkte, Rang 15
4. Sprung: 04,80 Punkte, Rang 13
- Carlota Ríos
Qualifikation: 39,76 Punkte, Rang 10, nicht für das Finale qualifiziert
1. Sprung: 06,72 Punkte, Rang 15
2. Sprung: 11,04 Punkte, Rang 06
3. Sprung: 11,20 Punkte, Rang 08
4. Sprung: 10,80 Punkte, Rang 06